# Justus Kainulainen
Justus Kainulainen ist ein finnischer Floorballspieler, der für die Zug United in der L-UPL spielt. Er wurde 2024 zum Weltfloorballspieler des Jahres gekürt und war maßgeblich am Gewinn der Weltmeisterschaft 2024 durch Finnland beteiligt.

## Vereinskarriere

### Frühe Jahre und Familie
Justus Kainulainen stammt aus Hollola, Finnland, und begann seine Floorballkarriere beim dortigen Club Hollolas Urheilijat-46, der 2016 mit zwei weiteren Vereinen aus der Region Lahti zum heutigen Erstligaclub LASB fusioniert wurde. Seine Familie ist eng mit dem Floorball verbunden; sein Vater, Pekka Kainulainen, erzielte das erste offizielle Tor der finnischen Nationalmannschaft im Jahr 1985.

### Weiterer Karriereverlauf
Kainulainen schaffte 2015/16 mit dem Team von LASB den Aufstieg in die höchste finnische Liga, die F-Liiga. In den folgenden Spielzeiten zeigte er beeindruckende Leistungen, darunter 45 Punkte in 22 Spielen während der Saison 2017/18.
2018 wechselte Kainulainen zu den Esport Oilers in Espoo. Dort entwickelte er sich zum Schlüsselspieler und führte das Team 2024 zur ersten Meisterschaft seit 18 Jahren. In der Saison 2023/24 erzielte er 77 Punkte (52 Tore, 25 Assists) in 33 Spielen und wurde sowohl Topscorer der regulären Saison als auch der Play-offs.

## Nationalmannschaft

### U19-Nationalmannschaft
Justus Kainulainen debütierte 2016 in der U19-Nationalmannschaft aktiv und erzielte bei der U19-Weltmeisterschaft 2017 ein spektakuläres Tor im Finale gegen Schweden, welches Finnland mit 7:4 gewann.

### Herren-Nationalmannschaft
Bei der Weltmeisterschaft 2020 wurde er ins All-Star-Team gewählt. Im Endspiel gegen Schweden gelangen ihm drei Tore, Finnland verlor aber dennoch mit 4:6.
2022 war ebenfalls Schweden Endstation, diesmal bereits im Halbfinale nach Penaltyschießen. 2024 führte Kainulainen Finnland dann endlich zum ersehnten Weltmeistertitel, wobei er im Finale gegen Schweden zwei Tore erzielte und ein weiteres vorbereitete und so die spektakuläre Aufholjagd nach einem 0:4-Rückstand überhaupt erst ermöglichte.
Mit 89 Scorerpunkten in 58 Länderspielen gehört Kainulainen zu den prägenden Offensivspielern der finnischen Floorballgeschichte.

#### WM-Teilnahmen
| Jahr | Gastgeber | Platzierung |
| ---- | --------- | ----------- |
| 2020 | Finnland  | 2. Platz    |
| 2022 | Schweiz   | 3. Platz    |
| 2024 | Schweden  | Weltmeister |

## Sportliche Erfolge
- Finnischer Meister 2024 mit den Esport Oilers
- Weltmeister 2024 mit Finnland
- U-19-Weltmeister 2017 mit Finnland

## Persönliche Auszeichnungen
Justus Kainulainen wurde vom Weltfloorballverband IFF zum Weltunihockeyspieler des Jahres 2024 gewählt, dabei setzte er sich an der Spitze gegen seinen finnischen Oilers-Teamkollegen Aaro Astala durch und verwies sämtliche SSL-Stars auf die hinteren Plätze.
Kainulainen wurde in dieser Saison außerdem zum MVP der F-Liiga-Saison 2023/24 gewählt.